# Alonso Escudero
Alonso Rafael Escudero Román (* 29. Januar 1992 in Lima) ist ein peruanischer Squashspieler.

## Karriere
Alonso Escudero spielte einige wenige Turniere auf der PSA World Tour, wodurch er Weltranglistenpunkte erlangte. Seine höchste Platzierung erreichte er dadurch mit Rang 398 im Januar 2016. Bei den Panamerikanischen Spielen gewann er 2019 an der Seite von Diego Elías die Bronzemedaille im Doppel. Bereits 2018 gewann mit ihm die Goldmedaille im Doppel bei den Südamerikaspielen und wurde im selben Jahr Vize-Panamerikameister im Doppel mit Andrés Duany. Zudem sicherte er sich bei den Südamerikaspielen mit der Mannschaft Gold. 2023 folgte mit der peruanischen Nationalmannschaft ein zweiter Platz im Mannschaftswettbewerb der Panamerikameisterschaften. Bei den Panamerikanischen Spielen 2023 in Santiago de Chile gewann Escudero mit Diego Elías im Doppel eine weitere Bronzemedaille. Mit der Mannschaft belegte er ebenfalls Rang drei. 2022 und 2024 belegte Escudero mit Rafael Gálvez jeweils den zweiten Platz bei den Panamerikameisterschaften. Er gehörte auch zur Mannschaft, die 2024 ihr Weltmeisterschaftsdebüt gab.

## Erfolge
- Vizepanamerikameister im Doppel: 2018, 2022, 2024
- Vizepanamerikameister mit der Mannschaft: 2023
- Panamerikanische Spiele: 3 × Bronze (Doppel 2019 und 2023, Mannschaft 2023)
- Südamerikaspiele: 2 × Gold (Doppel und Mannschaft 2018), 1 × Silber (Doppel 2022)